# موقع الثور
موقع الثور هي منشأة عبادة قديمة مفتوحة في الهواء الطلق تعود إلى القرن الثاني عشر قبل الميلاد تم العثور عليها في ظهرة الطويلة (وتُكتب أيضًا ظهرة الطويلة)، في الضفة الغربية. تم تسمية الموقع على اسم تمثال الثور المقدس البرونزي الذي تم العثور عليه في الموقع في عام 1977.

## موقع

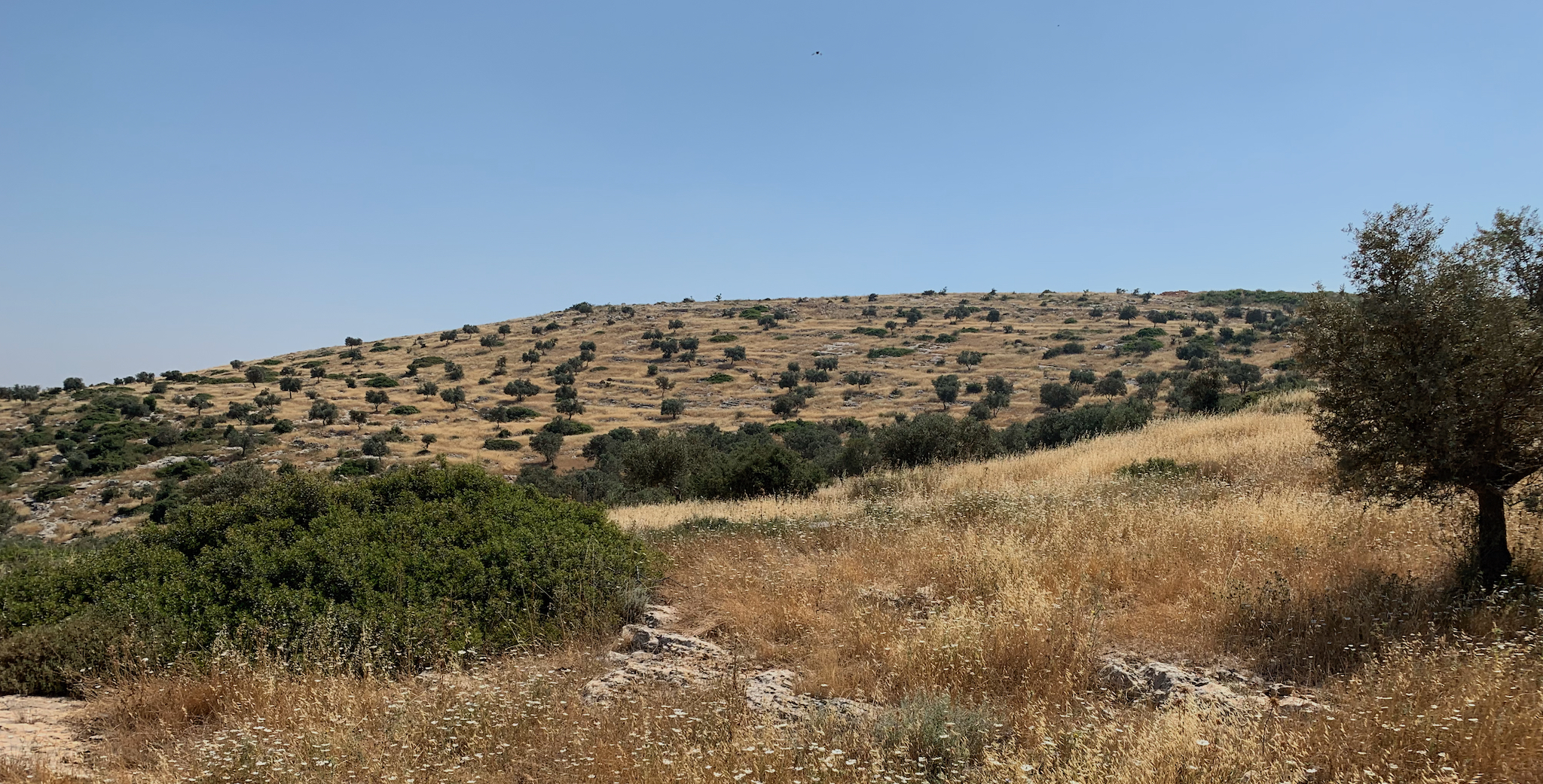
سلسلة جبال ظهرة الطويلة

يقع الموقع على سلسلة ظهرة الطويلة في تلال شمال الضفة الغربية في محافظة جنين، على ارتفاع 75 مترًا فوق الطريق القديم عبر وادي الزبابدة بين دوثان وترتسة. تقع على بعد حوالي 6 كم جنوب جنين، و4 كم شرق قباطية. يوفر الموقع إطلالات رائعة على نقاط مرتفعة أخرى في شمال كنعان بما في ذلك جبل الكرمل إلى الغرب، وجبل تابور وجبل ميرون إلى الشمال، وجبل جلبوع إلى الشمال الشرقي، وجبل تامون إلى الجنوب (يُكتب أيضًا جبل تامون، "جبل تامون"، حوالي 2) كم جنوب جنوب شرق بلدة طمون، ارتفاع 588 م، بروز 291 م ).

## اكتشاف
تم اكتشاف الموقع عام 1977 من قبل عوفر بروشي، أحد أعضاء كيبوتس شامير وجندي في الجيش الإسرائيلي، حيث اكتشف تمثالًا قديمًا للثور. أعاد التمثال إلى كيبوتسه حيث تم عرضه مع التحف الأخرى المملوكة للكيبوتس. أثناء عرضه، اكتشفه عالم الآثار عميحاي مزار، فرتب لنقله إلى متحف إسرائيل، حيث أصبح الآن جزءًا من المجموعة الدائمة.  وبناءً على وصف بروشي، تمكن مزار من تحديد موقع الاكتشاف في ظهرة الطويلة وبدء أعمال التنقيب.

## تاريخ التنقيب
أجرى مزار حفريتين قصيرتين في أبريل 1978 وسبتمبر 1981 بالنيابة عن معهد الآثار في الجامعة العبرية في القدس. تظهر نتائج الحفر أن الموقع كان أحادي الطور (الحديد IA) وتم التخلي عنه بعد فترة قصيرة فقط من الاستخدام. تشير الأدلة الأثرية إلى استخدام الموقع كمنشأة عبادة على الرغم من أن مجموعة الصوان والفخار التي تم اكتشافها تشير إلى الاستخدام المنزلي. إن تأريخ إسرائيل فينكلشتاين للموقع إلى العصر البرونزي الأوسط ، وفقًا لمازار، يعتمد على قراءة خاطئة لأدلة الفخار وبالتالي يجب الاحتفاظ بالتأريخ في أوائل القرن الثاني عشر.

## تركيب عبادة

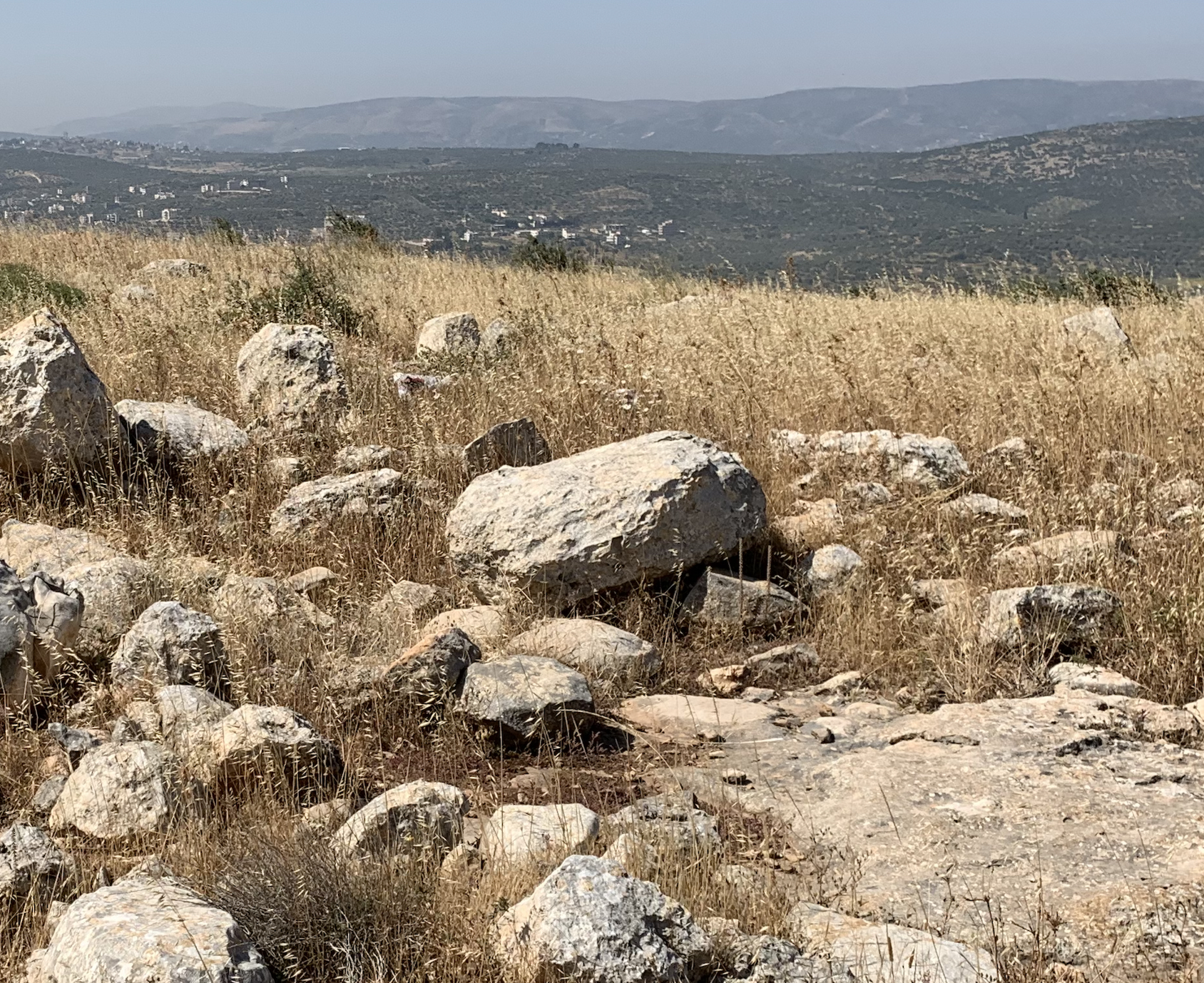
الحجر القائم أو المذبح في موقع الثور (الوسط)

على الرغم من وجود عدد من مستوطنات العصر الحديدي الأول في المنطقة، إلا أن موقع بول يفتقر إلى أي دليل على الاستيطان. بدلاً من ذلك، يقع على قمة ظهرة الطويلة ويُعتقد أنه كان بمثابة موقع عبادة للمستوطنات المحيطة بسبب موقعه على قمة التل.
تم بناء الموقع على صخرة أساسية في القرن الثاني عشر، ويتألف من جدار محيطي مصنوع من صخور كبيرة تم جلبها من أماكن أخرى، وما يُعتقد أنه حجر قائم أو مذبح مع منطقة مرصوفة أمامه بجوار المدخل الشرقي للمنطقة. يعتقد مزار، مدير الحفريات، أن شجرة مقدسة ربما كانت تنمو داخل أسوار الموقع.
لا يوجد اتفاق بشأن عرقية المستوطنين المحليين الذين استخدموا الموقع، مع اقتراحات تتراوح بين الإسرائيليين بسبب موقع الموقع في حصة قبيلة منسى (Joshua 17:1–13)، الكنعانيين، أو المهاجرين من شمال كنعان.
هناك آراء بديلة مفادها أن الموقع ربما كان منزلاً لعائلة وحيواناتها، أو حظيرة للماشية.

## تمثال العجل

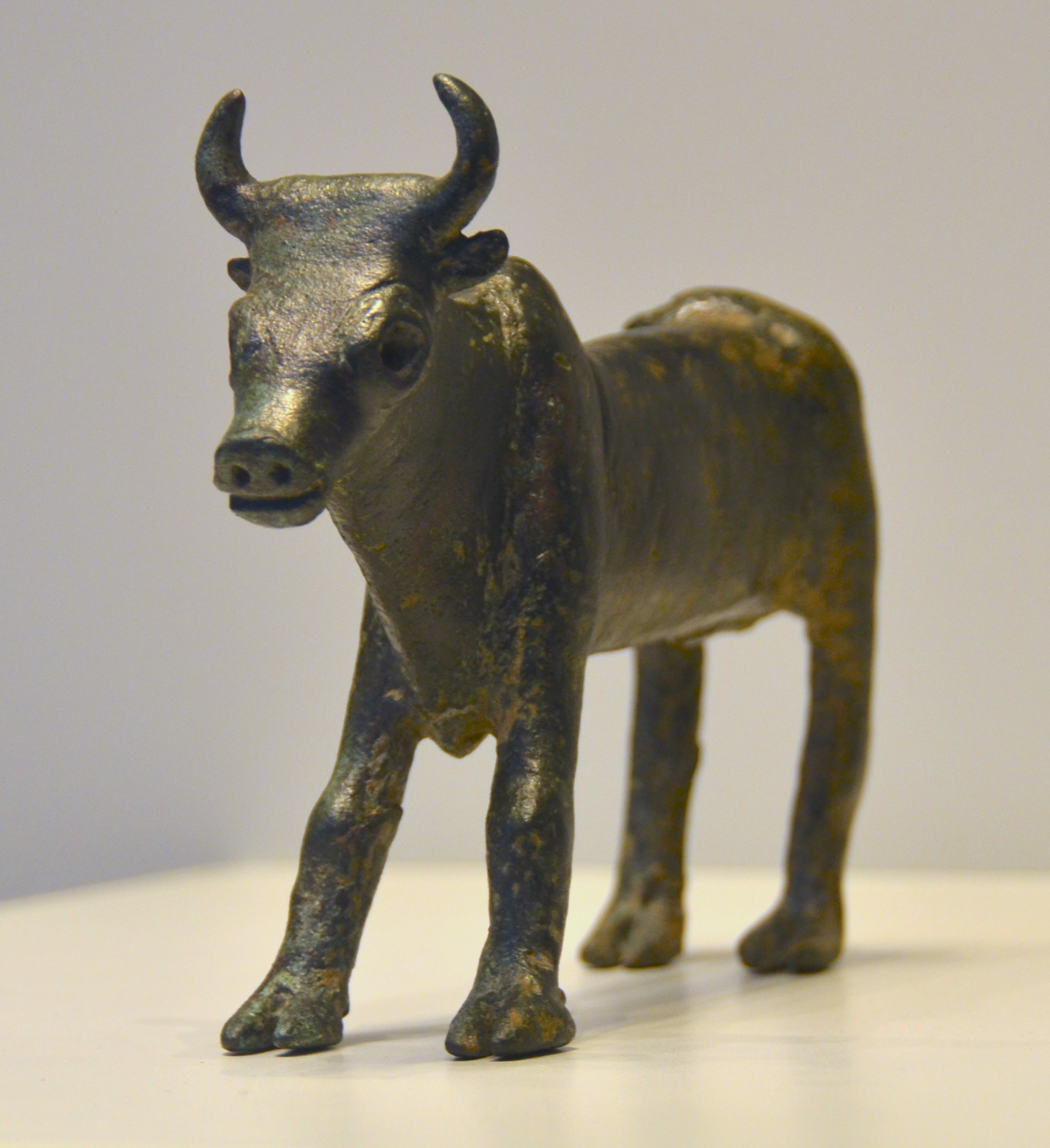
تمثال العجل البرونزي الذي تم اكتشافه في موقع عبادة يعود تاريخه إلى القرن الثاني عشر قبل الميلاد في ظهرة الطويلة بالضفة الغربية، وهو موجود حاليًا في متحف إسرائيل

التمثال الصغير الذي تم العثور عليه بالقرب من الجدار الغربي للموقع، هو لثور زيبو يبلغ طوله 17.5 طوله 12.4 سم ارتفاعها سم وهي مصنوعة من البرونز. وهو لا يشتهر فقط بأذنيه وعينيه الطبيعيتين،  بل لكونه أكبر تمثال ثور من هذا النوع تم العثور عليه في فلسطين.  على الرغم من أن مزار يشير إلى أنه قد يكون نتاجًا لحرفي إسرائيلي محلي، يعتقد علماء آخرون مثل أهلستروم أنه جاء إما من الجليل، أو أبعد إلى الشمال مرة أخرى فوق أرض كنعان.
لا يوجد إجماع حول الإله الذي يمثله التمثال الصغير؛ قد يكون صورة لبعل أو يهوه.